# Wow Safari Thoiry
Koordinaten: 48° 51′ 44,8″ N, 1° 47′ 23,2″ O

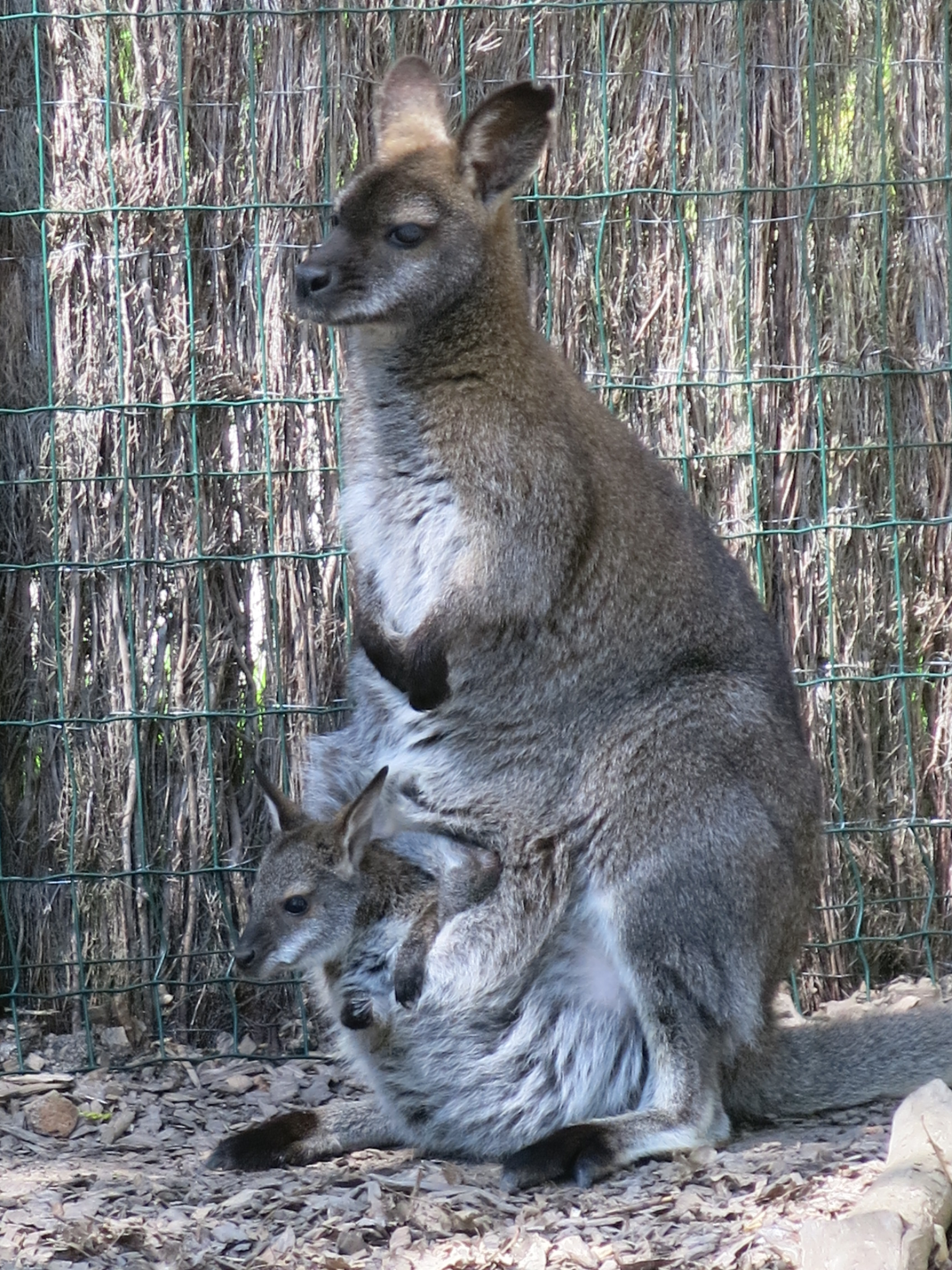
Wallaby mit Jungtier

Die Wow Safari Thoiry (früher ZooSafari de Thoiry) ist ein zooähnlicher Safaripark, in dem Besucher vom Fahrzeug aus Wildtiere beobachten können. Der Safaripark befindet sich in der französischen Gemeinde Thoiry im Département Yvelines in der Verwaltungsregion Île-de-France. Das Zentrum von Paris liegt in einer Entfernung von rund 40 Kilometern in östlicher Richtung. Die Thoiry ZooSafari ist bei der European Association of Zoos and Aquaria (EAZA) sowie der Association Française des Parcs Zoologiques (AFdPZ) akkreditiert. Im Jahr 2019 wurde der Zoo von rund 500.000 Gästen besucht.

## Geschichte
Das seit vielen Generationen im Familienbesitz befindliche Schloss Thoiry war in seiner Unterhaltung sehr kostenaufwendig. Nach der Eröffnung des Schlosses für die Öffentlichkeit erwiesen sich die Einnahmen im Jahr 1966 jedoch als nicht ausreichend, um die anfallenden Kosten zu decken. Im Jahr 1967 schlug  Paul de la Panouse seinem Vater Antoine de la Panouse, dem Eigentümer des Schlosses vor, einen Zoo im Park des Schlosses einzurichten und durch Eintrittsgelder den Besitz für die Familie zu erhalten. Das Vorhaben wurde umgesetzt und im Schlosspark wurde 1968 ein als Safaripark gestalteter Zoo unter der Leitung von Antoine de la Panouse eröffnet. Später übergab er die Leitung an seinen Sohn Paul. Diese neuartige Einrichtung hatte sofort einen großen Erfolg bei der einheimischen Bevölkerung sowie bei Touristen und erreichte schon im ersten Jahr sehr hohe Besucherzahlen. 1973 erhielt die Thoiry ZooSafari den La Pomme d'Or (Der goldene Apfel), eine Auszeichnung von der Internationalen Föderation von Tourismusjournalisten und Schriftstellern, für sein Engagement und seine touristische Besonderheit. In den folgenden Jahren wurden die Anlagen weiter ausgebaut und mit neu angeschafften Tieren besetzt.

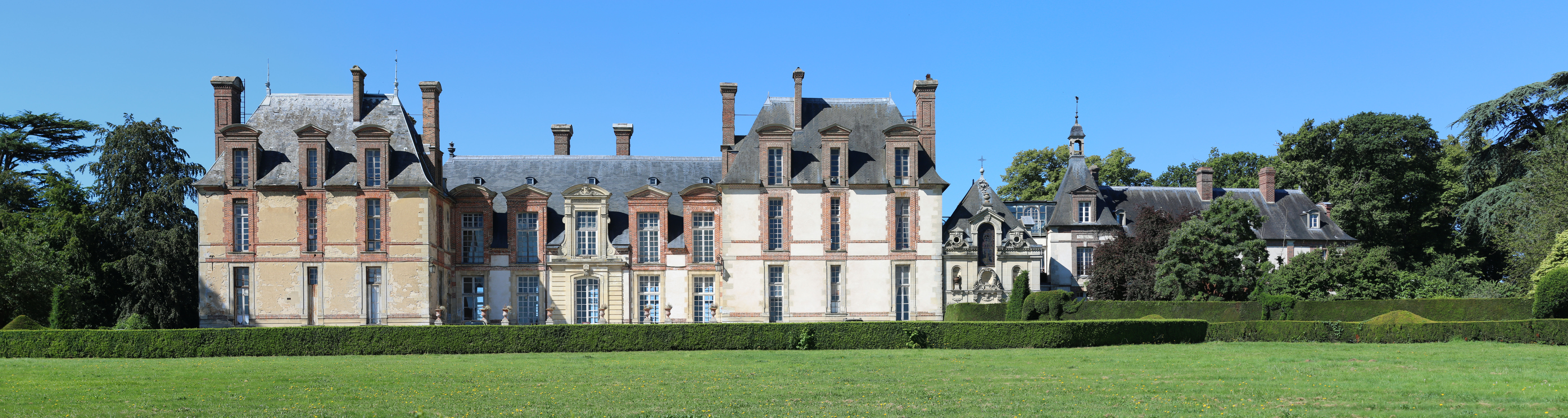
Schloss Thoiry, Vorderansicht
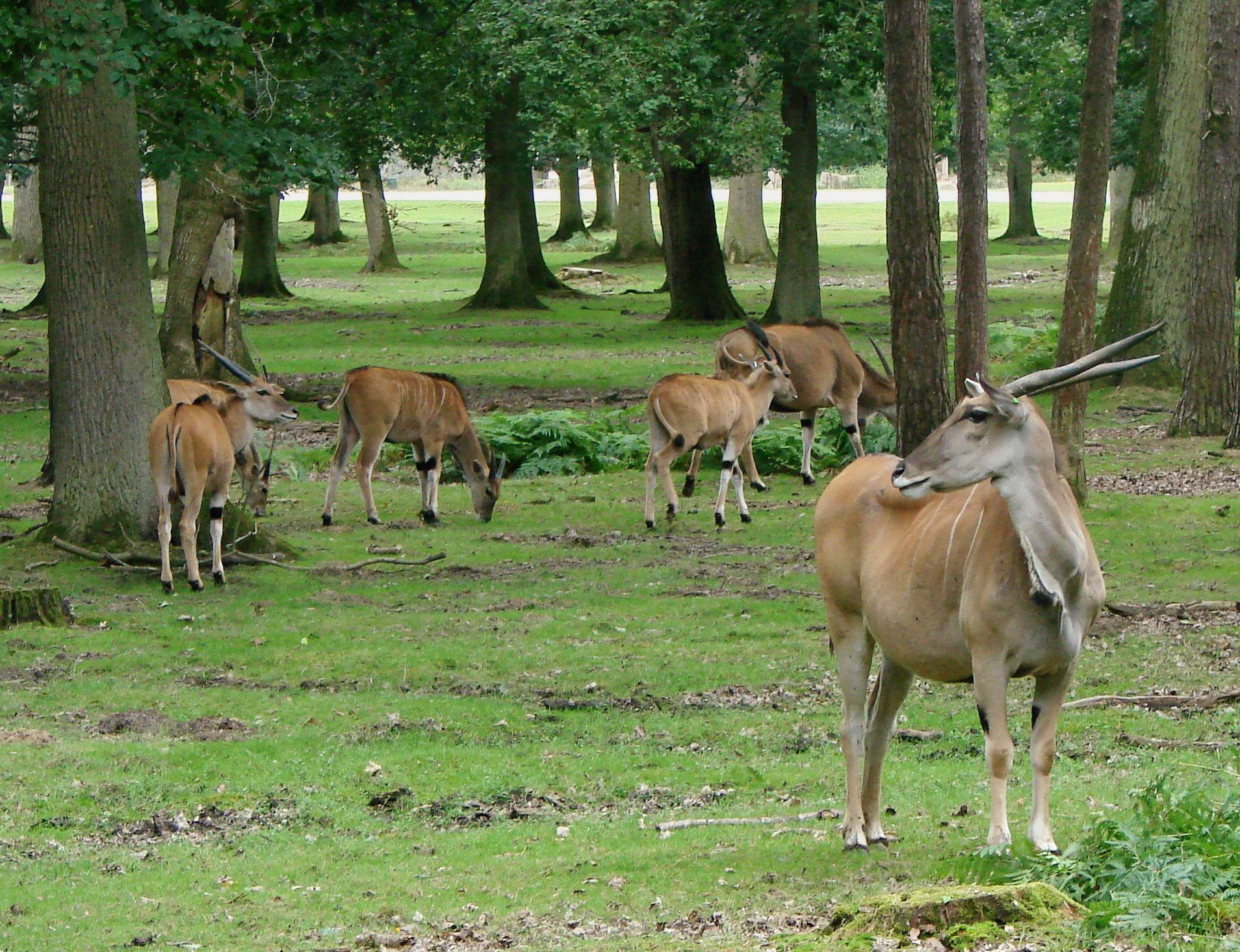
Elenantilopen im ehemaligen Schlosspark

## Anlagenkonzept
Die Anlagen der Thoiry ZooSafari befinden sich im ehemaligen sehr ausgedehnten Schlosspark des Schlosses Thoiry und sind in mehrere Bereiche gegliedert. Die Gesamtfläche beträgt ca. 150 Hektar. Der größte Teil ist der Safaripark, der nur mit geschlossenen Kraftfahrzeugen befahren werden darf. Es gibt Sektionen mit dichtem, altem Laubbaumbestand sowie steppenartige Freianlagen. Teile der Anlagen sind durch Wassergräben von den Besuchern getrennt. Einige Tiere leben auf Inseln. Außerdem gibt es eine botanische Abteilung sowie Bereiche, die auch zu Fuß begangen werden können und an kleineren Gehegen vorbei führen.
Von einem 2021 errichteten gläsernen Tunnel aus können die Besucher Raubtiere aus der Nähe betrachten. Das arche des petites bêtes ist ein sich über 500 Quadratmeter erstreckendes Naturschutzzentrum für kleine gefährdete Arten. Es beherbergt in erster Linie Amphibien und Wirbellose, von denen einige Arten vom Aussterben bedroht sind.

## Sondereinrichtungen
Ab 2023 gibt es mehrere Neuheiten für die Besucher. Ein neuer Spielplatz wurde für die Kinder von 3 bis 12 Jahren eingerichtet. In der Veterinärklinik in Zoo können die Aktivitäten durch Glasscheiben verfolgt werden und mittels fest installierter Kameras können Geburten bestimmter Arten in den Gehegen mitverfolgt werden. Von der Parkverwaltung werden geführte Nachttouren über das Gelände angeboten. Auch besteht die Möglichkeit, zu bestimmten, festgelegten Zeiten an der Fütterung ausgewählter Tiere teilzunehmen.

## Tierbestand
Im Thoiry ZooSafari leben rund 1500 Tiere gezeigt, die ca. 180 Arten angehören, darunter Säugetiere, Reptilien, Amphibien, Vögel und Insekten. 60 Arten davon werden von Naturschutzorganisationen als „gefährdet“ geführt. Im Rahmen spezieller Programme wird versucht, solche gefährdete Arten zu züchten und wieder in die Wildnis zu entlassen. Im Zoo werden Tiere aller Kontinente gehalten. Eine gesonderte Abteilung ist Haustieren vorbehalten.

## Besondere Ereignisse

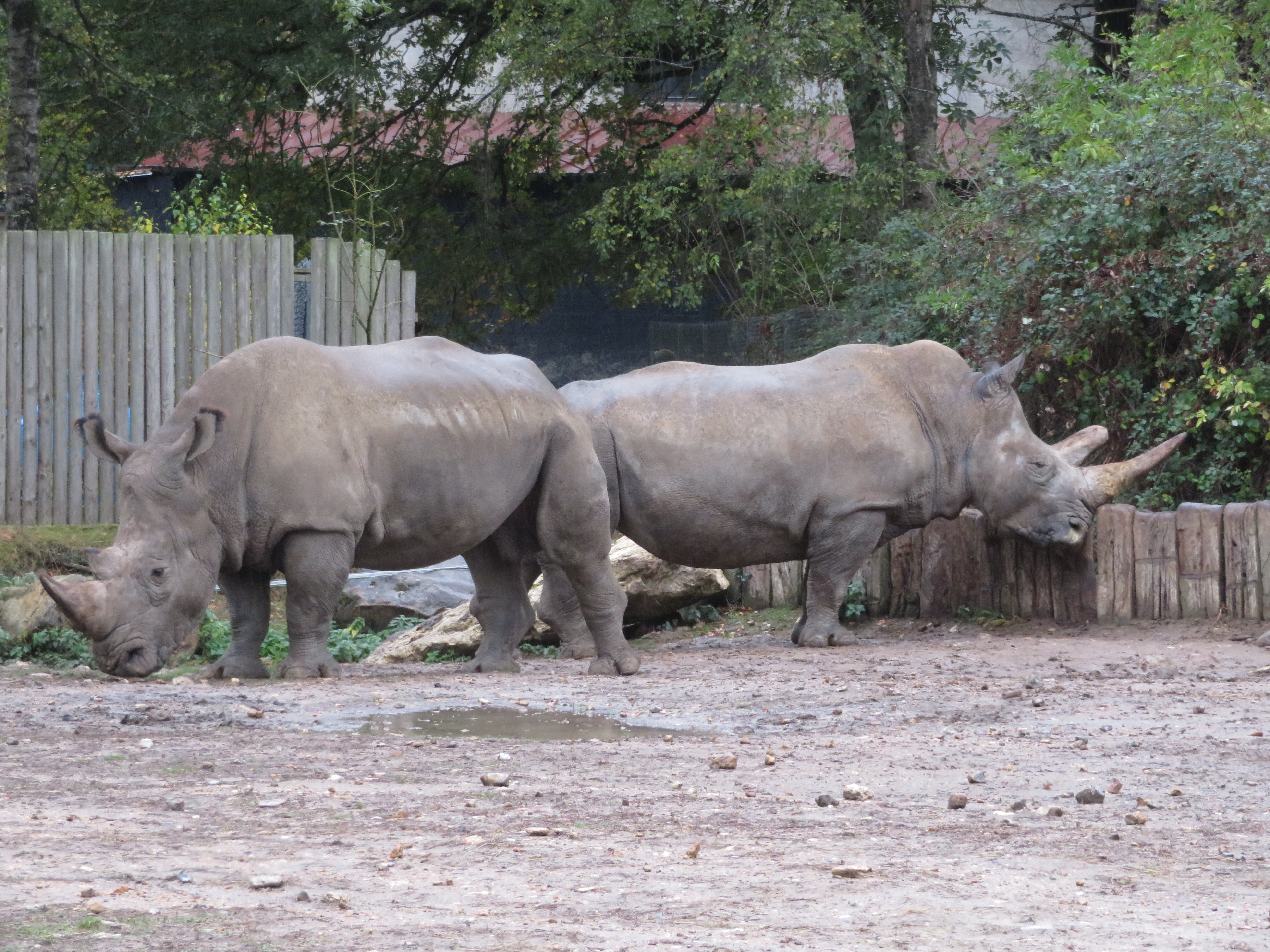
Zwei verbliebene Breitmaulnashörner 2018

Tierpfleger fanden im März 2017 am Morgen bei Dienstbeginn ein totes vierjähriges Breitmaulnashorn (Ceratotherium simum) in seinem Nachtquartier. Dem Tier war in den Kopf geschossen worden, sein großes Horn abgesägt. Die Wilderer flohen, bevor sie das zweite Horn des Nashorns entfernen konnten, das bereits angesägt war, entweder weil sie gestört wurden oder weil ihre Ausrüstung versagte, wie die mit den Ermittlungen betraute Polizei vermutete. Die Behörden beschrieben den Vorfall als den ersten seiner Art in Europa. Der oder die Täter überwanden einen Zaun und brachen durch mehrere verschlossene Türen in das Gebäude, in dem drei Breitmaulnashörner die Nacht verbrachten, ein. Offensichtlich fehlte den Dieben die Zeit, um auch die beiden anderen Nashörner zu töten oder zu verstümmeln, erklärte ein Polizeisprecher. Die Tat geschah, obwohl fünf Mitarbeiter des Zoos in der Nähe wohnen und die Anlagen mit Überwachungskameras ausgerüstet sind.
Ein Nashornhorn hat auf dem Schwarzmarkt einen geschätzten Wert zwischen 30.000 und 40.000  €. Kriminalisten erläuterten, dass es ein etabliertes Handelsnetz mit illegal erworbenen Nashornhörnern zwischen Frankreich und Asien gibt. In der Traditionellen chinesischen Medizin (TCM) gilt Nashornhorn als Potenz- bzw. Heilmittel, obwohl es keinerlei wissenschaftliche Hinweise für eine Wirksamkeit gibt. Mit der steigenden Nachfrage nach illegalen Tierprodukten entstand ein Netzwerk internationaler Kriminalität, welches von diesem Bedarf profitiert. In Südafrika wurde in der Vergangenheit bis in die Gegenwart eine Vielzahl an Nashörnern von Wilderern getötet, um dann die abgesägten Hörner auf dem Schwarzmarkt zu verkaufen. Insofern ist es für die Arterhaltung wichtig, dass in Zoos Nashornarten gezüchtet und, wenn möglich, in sicheren Gebieten wieder ausgewildert werden.

## Galerie
Die nachfolgende Bildauswahl zeigt einige Tiere aus dem Bestand der Thoiry ZooSafari:

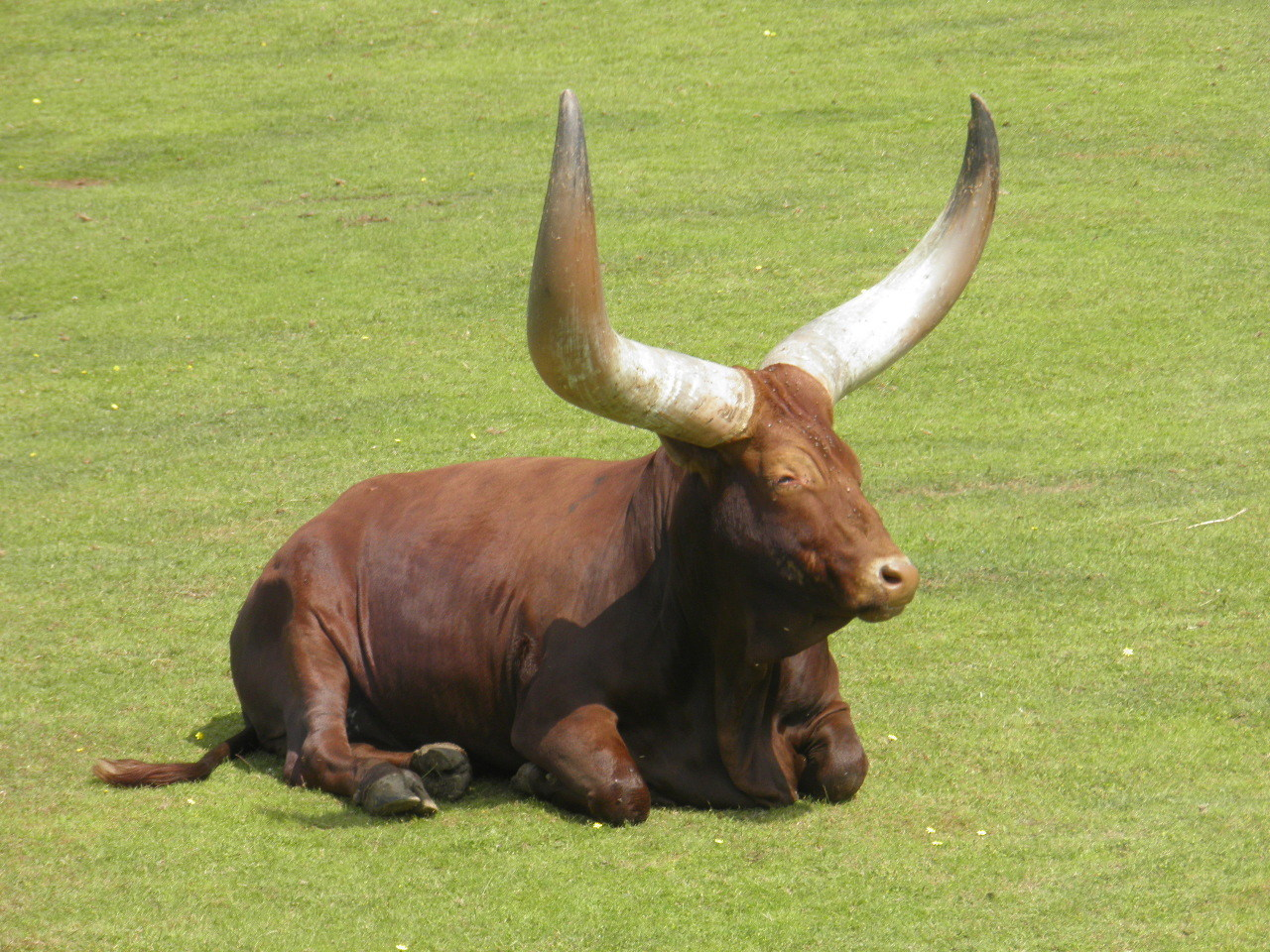
Watussirind
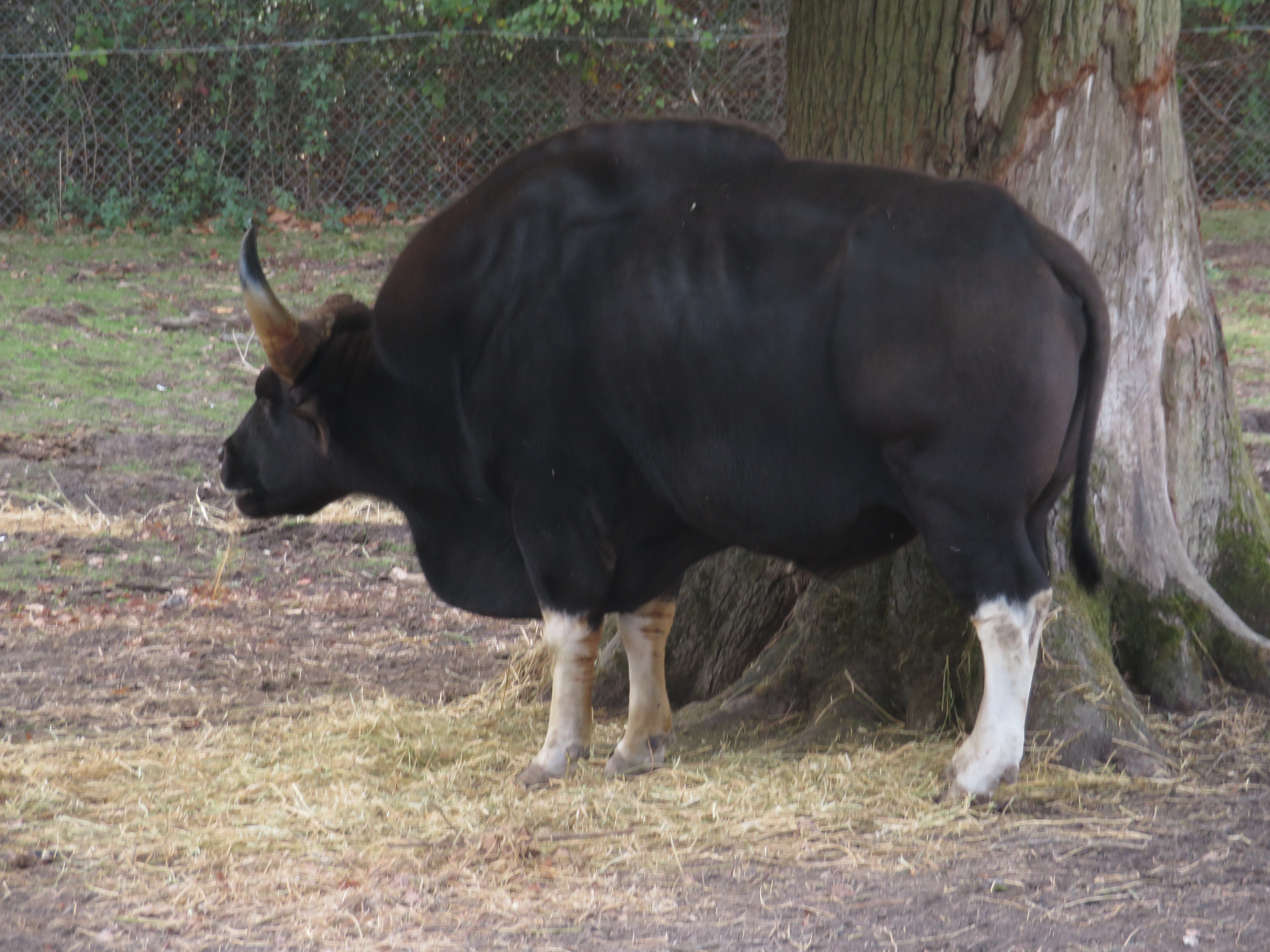
Gaur (Bos gaurus)
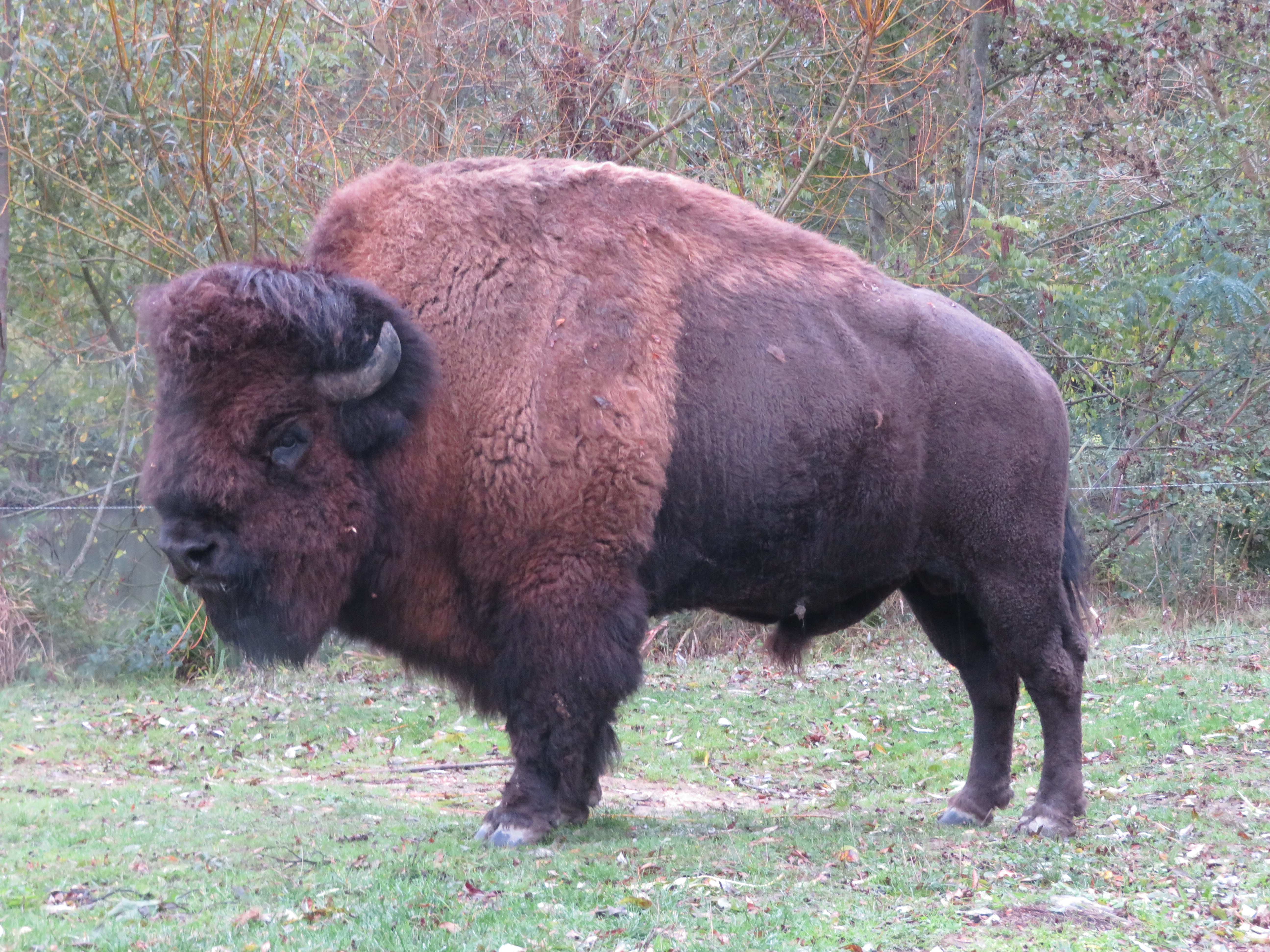
Amerikanischer Bison (Bos bison)
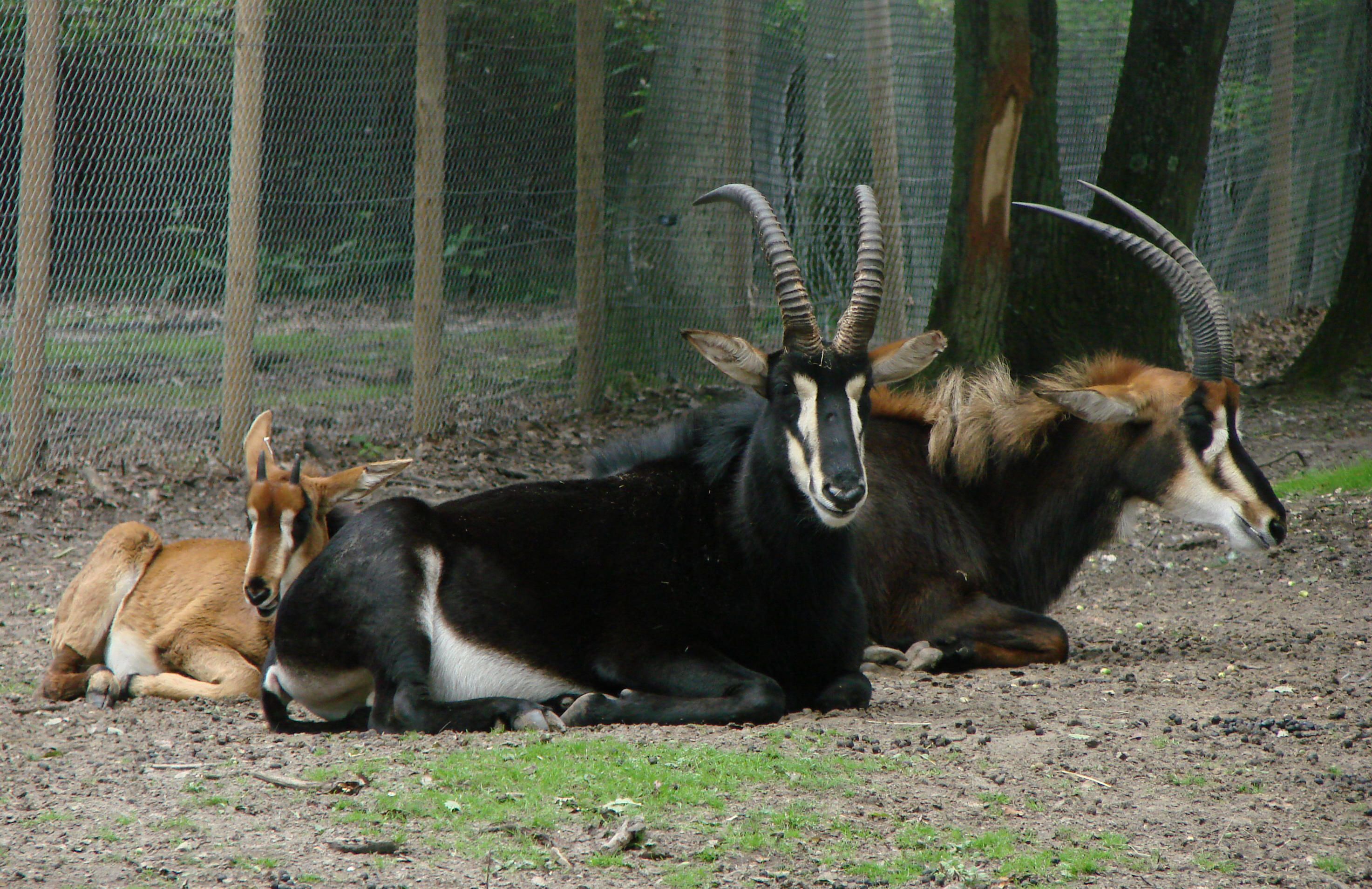
Rappenantilopen (Hippotragus niger)
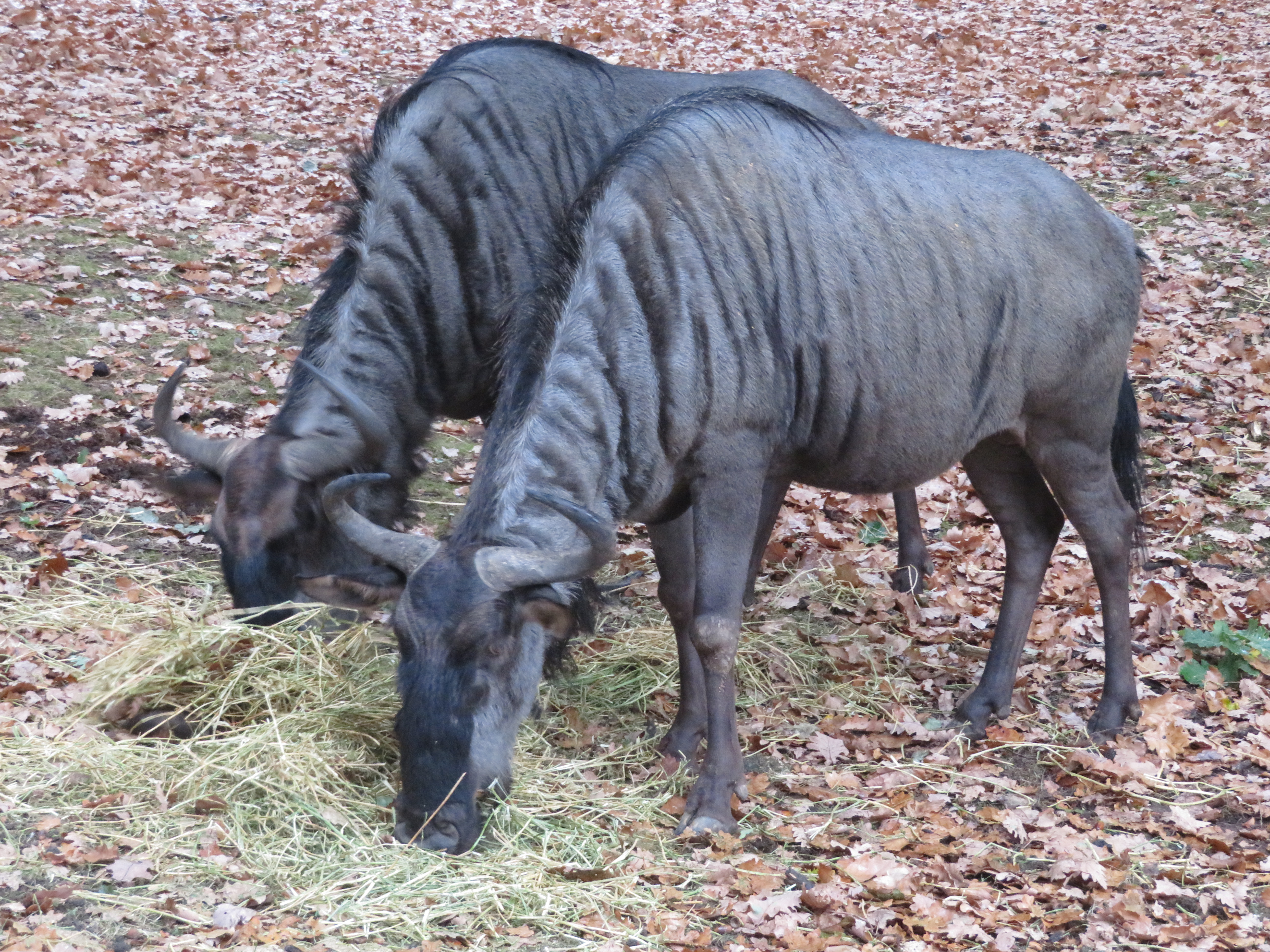
Streifengnus (Connochaetes taurinus)
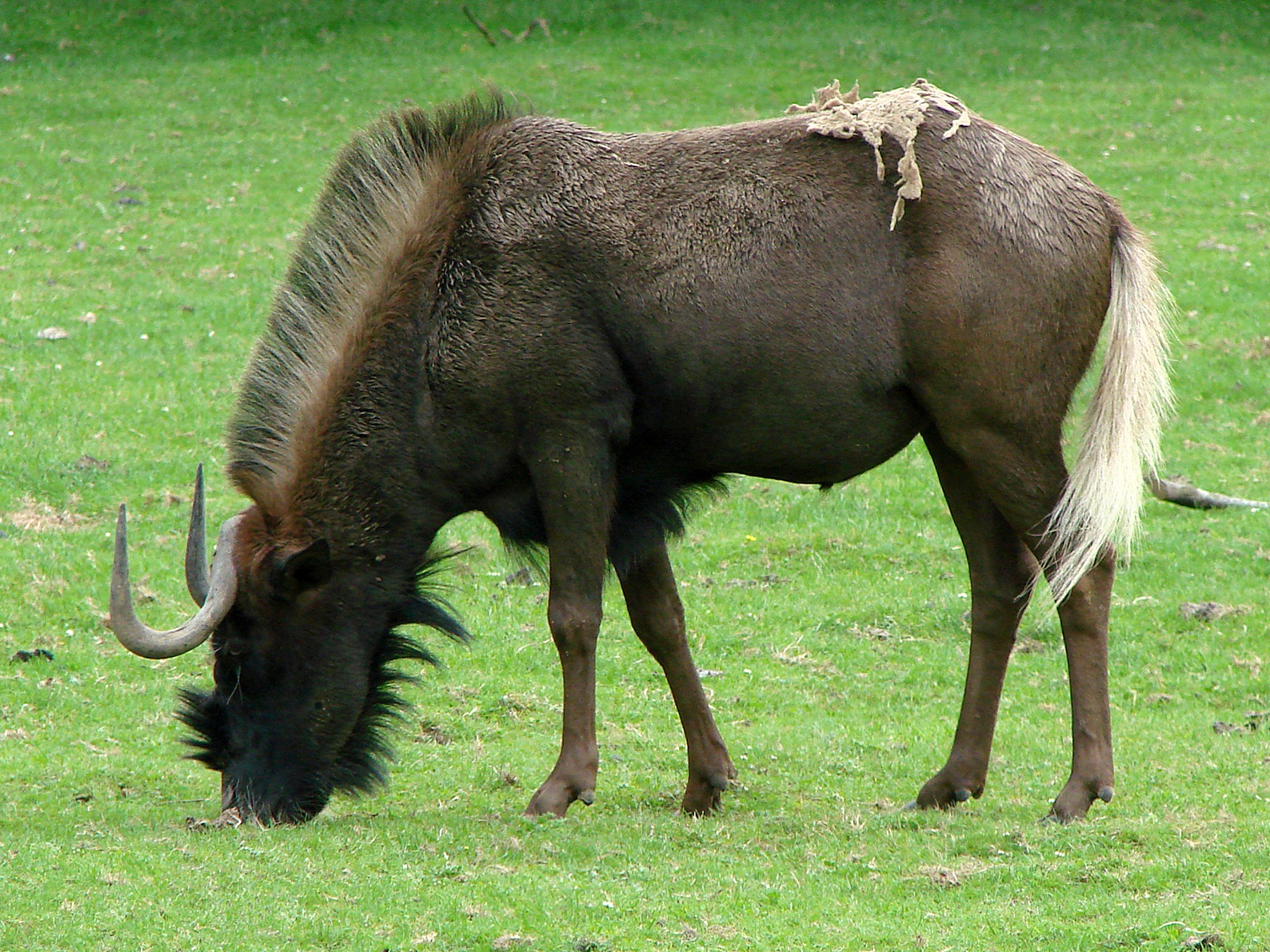
Weißschwanzgnu (Connochaetes gnou)
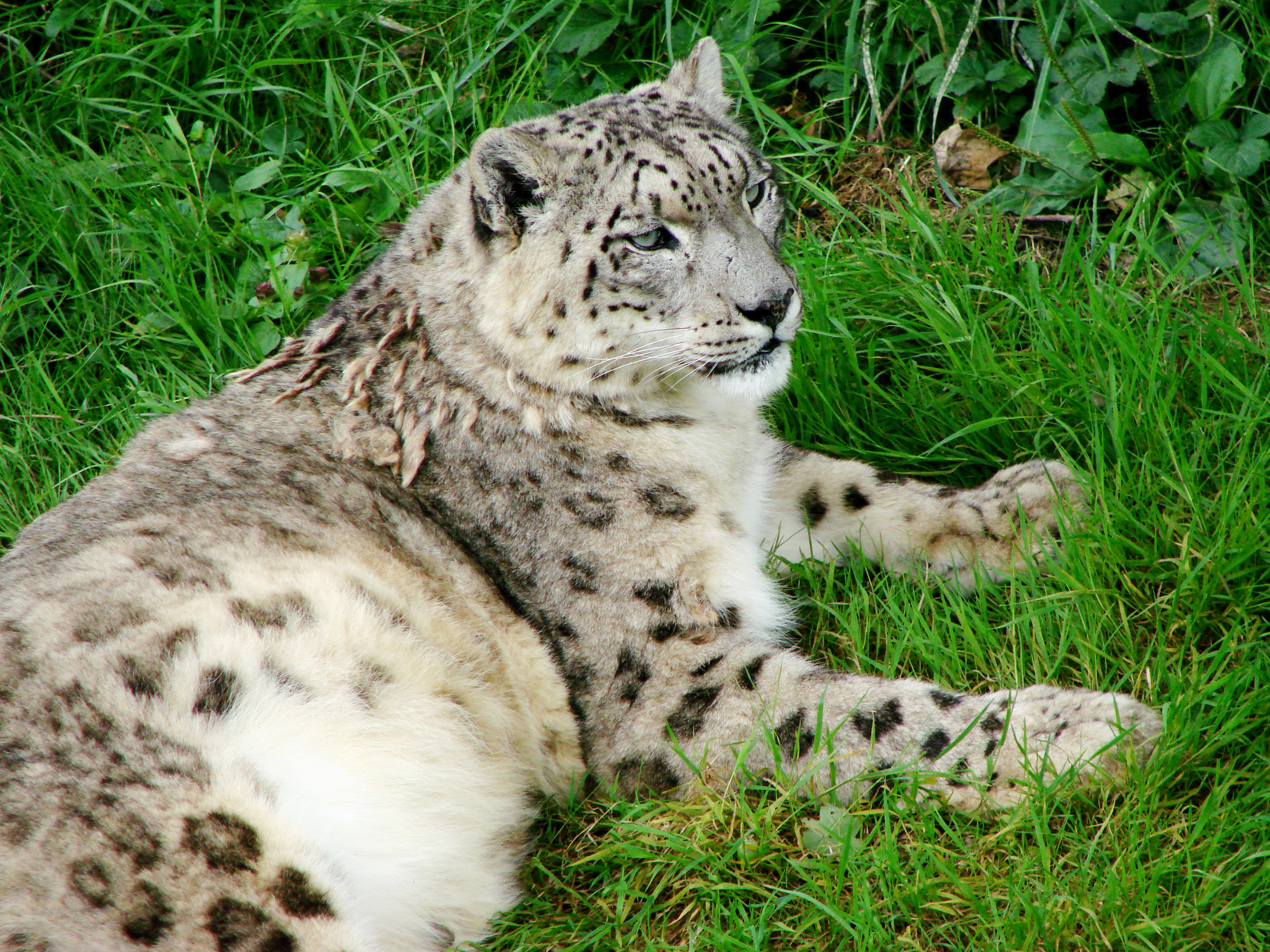
Schneeleopard (Panthera uncia)
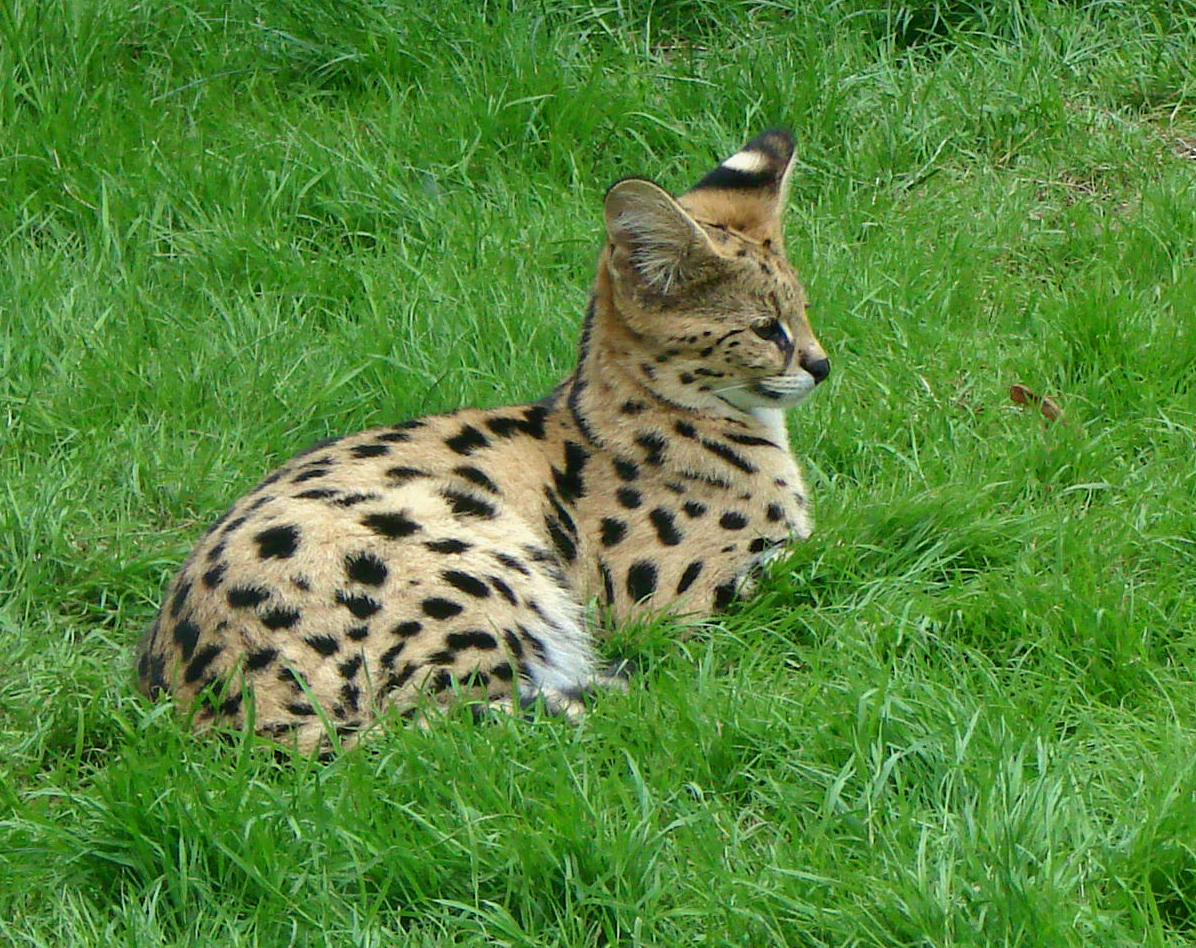
Serval (Leptailurus serval)
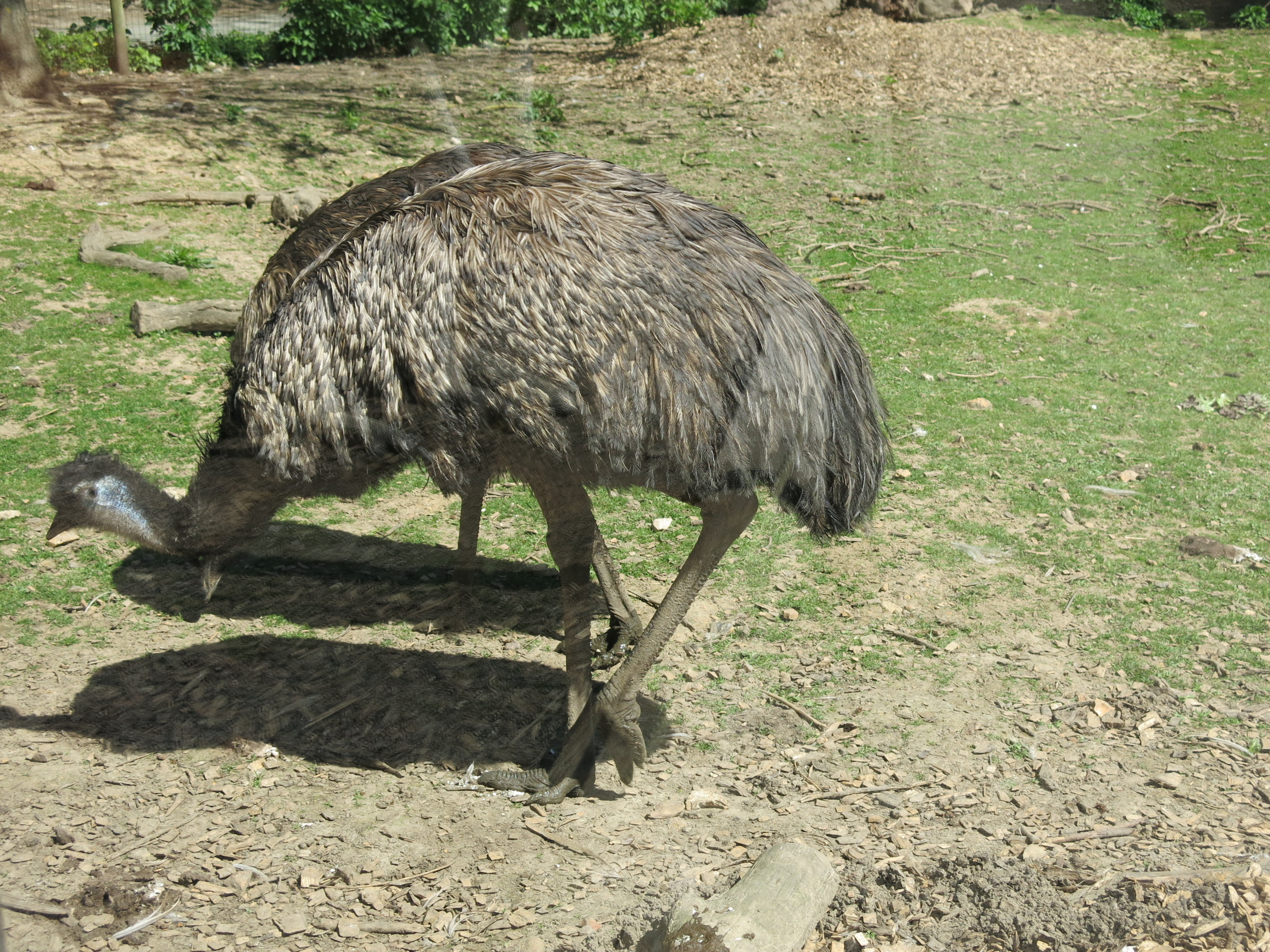
Großer Emu (Dromaius novaehollandiae)
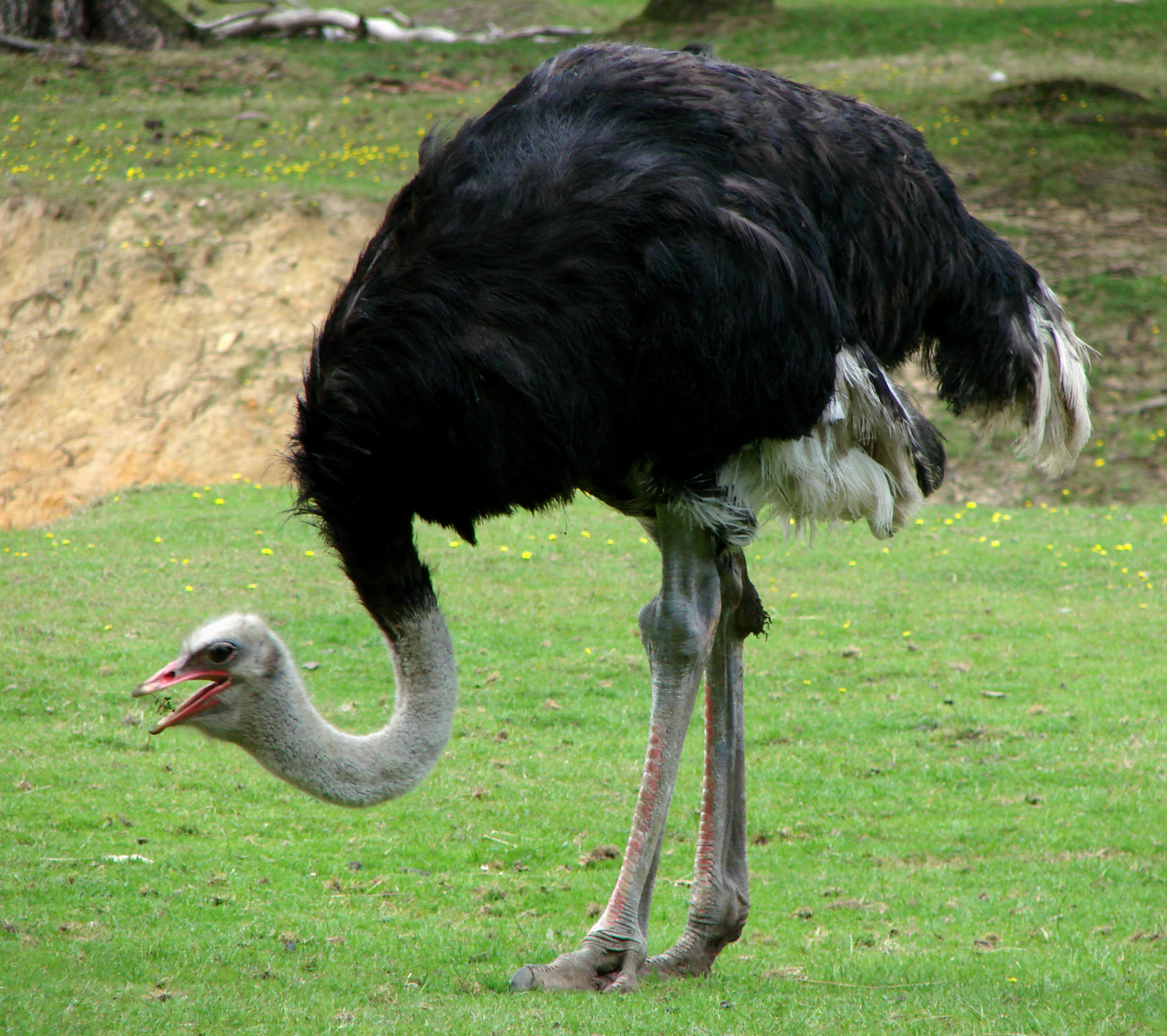
Afrikanischer Strauß (Struthio camelus)
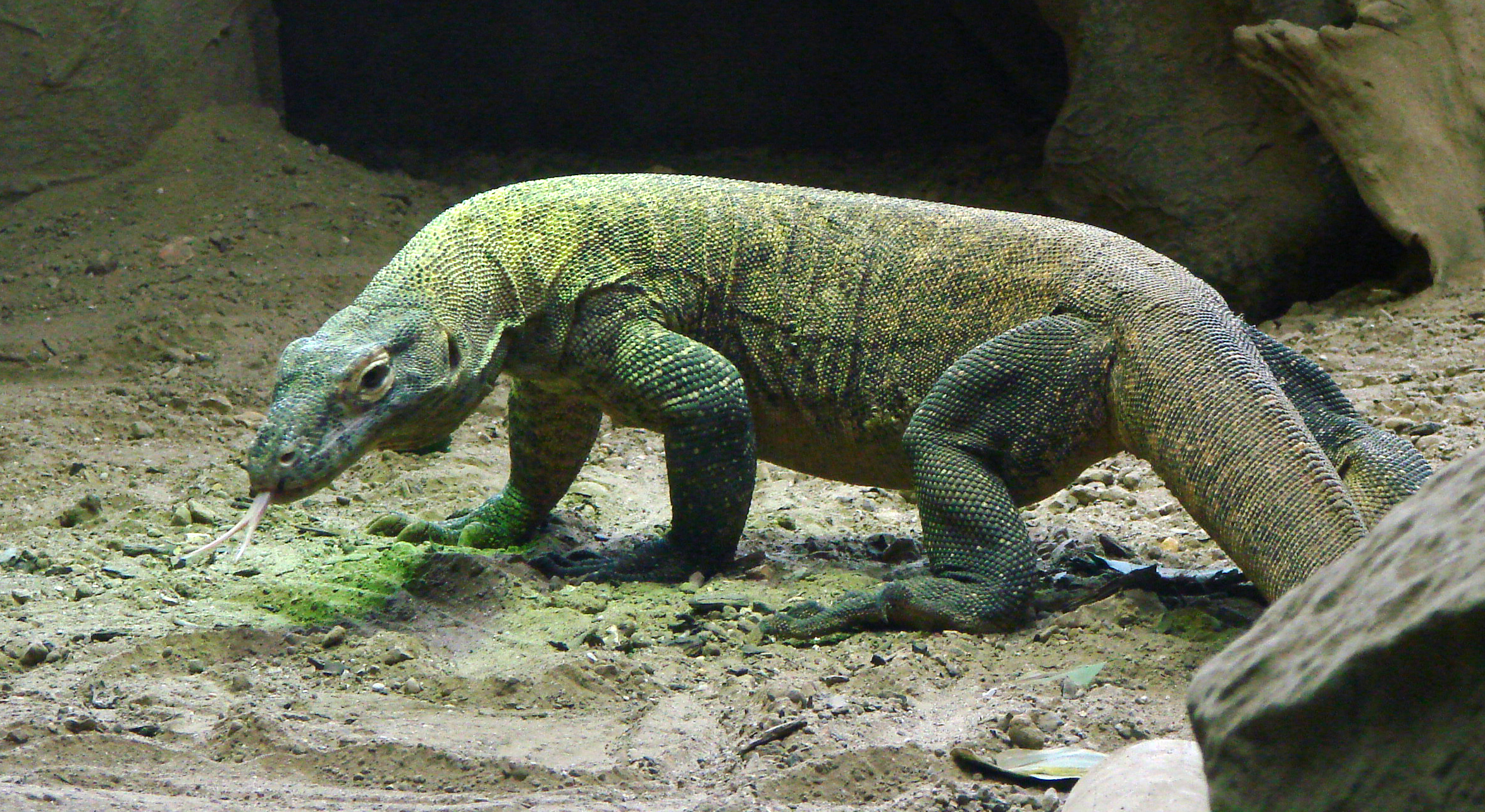
Komodowaran (Varanus komodoensis)